# Euphorbomyia latifoliae
Euphorbomyia latifoliae är en tvåvingeart som beskrevs av Fedotova 1994. Euphorbomyia latifoliae ingår i släktet Euphorbomyia och familjen gallmyggor.
Artens utbredningsområde är Kazakstan. Inga underarter finns listade i Catalogue of Life.